# Vinícius Souza
Vinícius de Souza Costa (Rio de Janeiro, Brasil, 19 de juny de 1999) és un futbolista professional brasiler que juga com a migcampista al Sheffield United Football Club.

## Carrera

### Carrera inicial
Nascut i criat a Padre Miguel, barri de Rio de Janeiro, Vinícius va arribar al Flamengo el 2014 per jugar a l'equip sub 15 del club aprovat per l'entrenador Zé Ricardo. A l'equip juvenil va jugar amb Matheus Thuler i Lincoln, futurs companys a l'equip professional.

### Flamengo
El 19 de març de 2019 Vinícius va debutar a l'equip professional jugant als minuts finals d'un Campionat carioca 1-1 contra el Vasco da Gama a l'estadi Maracanã.
Després del traspàs de Gustavo Cuéllar a l'Al-Hilal l'agost del 2019 el seleccionador Jorge Jesús va ascendir Vinícius a l'equip professional. El tècnic portuguès ho va elogiar molt comparant-ho amb el seu antic jugador Nemanja Matić.
El 10 d'octubre de 2019 Vinícius va jugar el seu primer Campionat Brasiler Sèrie A contra l'Atlético Mineiro a l'Estadi Maracanã substituint Reinier en el temps de descompte, el Flamengo va guanyar 3-1.

### Lommel
El 25 d'agost del 2020, el Lommel va fitxar Vinícius, procedent del Flamengo, per una quantitat de 2,5 milions d'euros.

### KV Mechelen (cessió)
L'1 de juliol del 2021, Vinícius es va incorporar al KV Mechelen en qualitat de cedit per una temporada.

### Espanyol (cessió)
El 8 de juliol del 2022, Vinícius es va incorporar a l'Espanyol en qualitat de cedit per una temporada.

## Palmarès

### Clubs
Flamengo
- Copa Libertadores: 2019[6]
- Recopa Sudamericana: 2020[7]
- Campionat Brasiler Sèrie A: 2019
- Supercopa del Brasil: 2020
- Campeonato Carioca: 2019, 2020